# Pala Tezi
La Pala Tezi è un dipinto a olio su tavola (182x158 cm) di Pietro Perugino, databile al 1500 circa e conservata nella Galleria Nazionale dell'Umbria a Perugia. L'opera era anticamente dotata di una predella composta di un'unica tavoletta con l'Ultima Cena (18x121 cm) oggi nella Gemäldegalerie di Berlino. 

## Storia
L'opera venne dipinta per la Cappella della famiglia Tezi nella chiesa di Sant'Agostino a Perugia. Dopo le soppressioni napoleoniche finì in galleria. 

## Descrizione e stile
La pala mostra la Madonna in cielo col bambino sulle ginocchia, affiancata sulle nubi dai santi Nicola da Tolentino e Bernardino da Siena, mentre nel registro inferiore, sullo sfondo di un dolce paesaggio boscoso, si vedono i santi Girolamo col leone e Sebastiano trafitto da frecce. Al centro in basso si trova l'apertura per un piccolo tabernacolo, che doveva contenere il Santissimo Sacramento. Nonostante la grande finezza pittorica, l'opera presenta vari elementi di repertorio, come la Madonna col Bambino proveniente da un cartone da cui fu tratta anche, in quegli stessi anni, la Madonna della Consolazione. 
Il modo di stendere i colori non è tipico del Perugino, con forti chiaroscuri e con le ombre stese tramite toni bruni e terrosi che ricordano piuttosto lo stile di Luca Signorelli. Probabilmente si tratta di un'opera di bottega, in cui il maestro intervenne solo per alcuni brani.
Predella della Pala Tezi